# (251) Sophia
(251) Sophia ist ein Asteroid des äußeren Hauptgürtels, der am 4. Oktober 1885 vom österreichischen Astronomen Johann Palisa an der Universitätssternwarte Wien entdeckt wurde.
Der Asteroid wurde benannt zu Ehren von Sophie von Seeliger, geb. Stölzel (1859–1953), Ehefrau des deutschen Astronomen Hugo von Seeliger, des Direktors der Königlichen Sternwarte in München-Bogenhausen. Palisa wurde über die Hochzeit informiert, die 1885 stattfand, dem Jahr der Tagung der Astronomischen Gesellschaft in Genf. Der Namensvorschlag kam von H. von Seeliger.
Aufgrund ihrer Bahneigenschaften wird (251) Sophia zur Eos-Familie gezählt.

## Wissenschaftliche Auswertung
Aus Ergebnissen der IRAS Minor Planet Survey (IMPS) wurden 1992 Angaben zu Durchmesser und Albedo für zahlreiche Asteroiden abgeleitet, darunter auch (251) Sophia, für die damals Werte von 28,4 km bzw. 0,22 erhalten wurden. Eine Auswertung von Beobachtungen durch das Projekt NEOWISE im nahen Infrarot führte 2011 zu vorläufigen Werten für den Durchmesser und die Albedo im sichtbaren Bereich von 28,8 km bzw. 0,22. Nachdem die Werte nach neuen Messungen mit NEOWISE 2012 auf 28,2 km bzw. 0,24 geändert worden waren, wurden sie 2014 auf 27,5 km bzw. 0,23 korrigiert.
Eine spektroskopische Untersuchung von 820 Asteroiden zwischen November 1996 und September 2001 am La-Silla-Observatorium in Chile ergab für (251) Sophia eine taxonomische Klassifizierung als S- bzw. Sl-Typ.
Photometrische Messungen des Asteroiden fanden erstmals statt vom 26. November bis 22. Dezember 2000 durch einen Amateurastronomen in Texas. Die während acht Beobachtungsnächten aufgezeichnete Lichtkurve wurde zu einer Rotationsperiode von 20,216 h ausgewertet. Aus einer Kombination von photometrischen Daten der Lowell Observatory Database mit thermischen Infrarot-Messungen von NEOWISE konnte in einer Untersuchung von 2018 für ein dreiachsig-ellipsoidisches Gestaltmodell von (251) Sophia eine Rotationsperiode von 20,2221 h bei einer retrograden Rotation bestimmt werden.
Eine Auswertung von 7 archivierten Lichtkurven aus dem Zeitraum 2005 bis 2014 ermöglichte 2018 erstmals die Berechnung eines dreidimensionalen Gestaltmodells für zwei alternative Positionen der Rotationsachse mit retrograder Rotation und einer Periode von 20,2222 h. (251) Sophia wurde außerdem als nicht zur Eos-Familie gehörig, sondern als Eindringling (Interloper) eingestuft. Mit einer Auswertung photometrischer Daten des Lowell-Observatoriums und des Gaia DR2-Katalogs konnte im Jahr 2019 durch die Methode der konvexen Inversion wieder ein dreidimensionales Gestaltmodell des Asteroiden und eine eindeutige Lage der Rotationsachse mit retrograder Rotation berechnet werden. Die Periode wurde zu 20,2220 h bestimmt.
Aus archivierten Daten des Asteroid Terrestrial-impact Last Alert System (ATLAS) aus dem Zeitraum 2015 bis 2018 konnte in einer Untersuchung von 2022 mit der Methode der konvexen Inversion eine Rotationsperiode von 20,222 h bestimmt werden. Im Jahr 2023 wurde aus photometrischen Messungen von Gaia DR3 erneut ein dreidimensionales Gestaltmodell des Asteroiden für eine Rotationsachse mit retrograder Rotation und einer Periode von 20,2218 h berechnet.